# 固鉑輪胎
固鉑輪胎（Cooper Tire & Rubber Company）為美國一家輪胎製造商，於1914年在美國俄亥俄州阿克倫成立。該公司主要產品為汽車與大卡車輪胎，而子公司則專門生產中卡車、機車（特別是競技用）輪胎。該公司曾在諾曼地登陸時為美軍的製造海陸兩用車輪胎與登陸艇，目前固鉑輪胎在全球各地設有超過60個製造工廠、銷售中心、研發中心等機構。
固鉑輪胎並擁有另一品牌：英國雅方輪胎（Avon Tyres），該品牌專門生產汽車、機車與競技用輪胎。固鉑輪胎的英文廣告標語為「The tire with two names....the company and the man who built it」。
以美國本土輪胎製造商而言，優耐陸·百路馳（Uniroyal Goodrich，也就是美國橡膠公司的前身）已經被法國米其林購併，而凡士通（Firestone）也成為日本普利司通的美國分公司，剩下固鉑輪胎與固特異乃僅存的本土股票上市輪胎廠。若以年度銷售額計算，2014年該公司在全世界排行第12名。

## 历史
1914年一對表兄弟約翰·薛斯佛（John F. Schacefer）與克勞德·哈特（Claud E. Hart）買下位於美國俄亥俄州阿克倫的M&M公司（固鉑輪胎前身），原先製造輪胎的補膠片與修理包。直至1919年該公司大股東艾拉·固鉑（Ira J. Cooper）決定跨足輪胎的製造並更名為固鉑公司（The Cooper Corporation），當時美國境內約有130家大小不一的輪胎製造廠家。稍晚該公司收購了巨人輪胎（Giant Tire and Rubber Company），將總部遷移至俄亥俄州的芬德雷市（Findlay），並建立起相關生產設施。1930年，固鉑公司、M&M公司與瀑布橡膠（The Falls Rubber company）三家合併成「好手輪胎公司」（Master Tire and Rubber Company）。
好手輪胎公司在第二次世界大戰期間生產橡膠浮橋、登陸艇、防水袋、偽裝用品、可充氣式駁船、救生衣、偽裝坦克（tank decoy，為了欺瞞敵人而偽裝成坦克車的車輛）及輪胎。戰後該公司在1945年美國三軍授勳典禮上，獲得了美國陸海軍E勳章，以表彰其貢獻。翌年，該公司正式更名成固鉑輪胎橡膠公司（Cooper Tire & Rubber Company）。
1997年固鉑輪胎收購英國雅方橡膠（Avon Rubber p.l.c.）旗下的輪胎製造事業「雅方輪胎」（Avon Tyres），使得後者將事業核心專注於生產高科技橡膠產品、汽車零組件、火災護具等。2007年7月31日固鉑輪胎與米其林輪胎簽署合約，將前者旗下負責生產胎皮的奧立佛橡膠公司（Oliver Rubber Company）以6千9百萬美元的代價出售給後者。

## 在中國的事業發展
2006年固鉑輪胎以51%的股份入股中國第三大輪胎製造廠成山輪胎，正式進軍中國市場，生產卡車與汽車輪胎供應內、外銷。2007年固鉑輪胎另外和臺灣建大輪胎公司合資，於江蘇省昆山市成立固鉑建大輪胎（昆山）有限公司。在同年的全球銷售量中，中國市場佔了25%。2008年固鉑在中國的分公司成立全華人的高層組織，並任命辜思歷為中國區總經理。2014年6月12日由於印度阿波羅輪胎公司企圖以負債25億美元收購固鉑輪胎，因過度負債導致固鉑成山輪胎的員工反對，成山輪胎集團於同年年底遂以2億8,450萬美元收購美方握有的65%股權，另行易幟為浦林成山（山東）輪胎有限公司。

## 在台灣的事業發展
2023年，在台灣由柯億達貿易股份有限公司接下固鉑輪胎台灣總代理。

## 輪胎品牌

### 固鉑（Cooper Tires）

創立固鉑輪胎前身的艾拉·固鉑（Ira J. Cooper）偶然間看到由16世紀的亞歷山卓·法爾內塞（Alessandro Farnese）公爵發明的鎧甲，於是做為企業品牌標誌；這個「鐵頭仕」（Cooper Knight）標誌被該公司正式於1941年註冊並使用。

### 雅方輪胎（Avon Tyres）

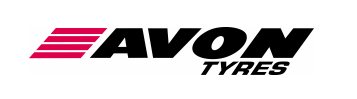

1997年固鉑輪胎收購位於英國威爾特郡梅爾克舍姆鎮（Melksham）的雅方輪胎（Avon Tyres），前者保留了後者原有的組織人員，以生產汽車、機車與賽車用輪胎。

### 其它品牌
除了前述二者外，固鉑輪胎另外也生產Mastercraft、Dean、Starfire等三個副品牌的輪胎。

## 外部連結
- （英文）英文官方網站（页面存档备份，存于）
- 中國官方網站（页面存档备份，存于）
- [https://www.libaos.com.tw/pages/coopertire （页面存档备份，存于） 台灣銷售網站 }